# Luis Batlle Berres
Pour les articles homonymes, voir Batlle et Berres.
 (décembre 2016).
Si vous disposez d'ouvrages ou d'articles de référence ou si vous connaissez des sites web de qualité traitant du thème abordé ici, merci de compléter l'article en donnant les références utiles à sa vérifiabilité et en les liant à la section « Notes et références ».
Luis Batlle Berres (1897-1964) est un homme d'État uruguayen, membre du Parti colorado. Il est président de la République du 2 août 1947 au 1er mars 1951, succédant à Tomás Berreta, mort après cinq mois de mandat. Il est de nouveau chef de l'État (président du Conseil national du gouvernement) de 1955 à 1956. Marié avec Matilde Ibáñez Tálice, il a trois fils, dont l'un, Jorge Batlle, est lui aussi président de la République de 2000 à 2005.

## Biographie

### Président de la République
Luis Batlle Berres est descendant d'immigrés catalans par son père et irlandais par sa mère. Il suit des études secondaires au lycée Elbio Fernández, puis à la Faculté de droit de l'université de la République. Député colorado depuis 1923, il s'oppose au coup d'État de Gabriel Terra en 1933 et doit s'exiler à Buenos Aires avec sa famille. Il a trois enfants avec sa femme, Matilde Ibáñez Tálice, dont l'un, Jorge Batlle, est également président du pays.
Après être revenu en Uruguay, il préside la Chambre des députés entre 1943 et 1945, sous le gouvernement d'Amézaga. Lors des élections de 1946, il fut élu vice-président de la République sur la liste menée par Tomás Berreta. Lorsque ce dernier mourut le 2 août 1947, il lui succède et développe alors une politique étatiste et protectionniste qui, en divers aspects, ressemble à la politique de substitution des importations suivie dans les années 1930, qu'on nomme néobatllisme en référence au premier batllisme de José Batlle y Ordoñez au début du siècle. Il nationalise également plusieurs entreprises étrangères, en particulier britanniques (ferroviaires et distribution d'eau), qui permettent en sorte au Royaume-Uni de rembourser la dette contractée lors de la Seconde Guerre mondiale avec les importations de viande.
Sa personnalité charismatique et sa profonde empreinte sur la vie politique de son temps s'appuient notamment sur la conduite d'une structure de clubs politiques de quartiers, qui recueillent les voix d'une bonne partie des classes moyennes, et élevées sur l'impulsion de chefs locaux qui échangent ces suffrages en échange de postes dans l'administration publique.
Parmi ses militants les plus enthousiastes, un groupe devient connu comme les « Jeunes Turcs de Luis Battle » : Zelmar Michelini, Teófilo Collazo, Guzmán Acosta y Lara, Norberto Sanguinetti, Tabaré Hackenbruch et Julio María Sanguinetti.
Si son influence au sein du Parti colorado est grande, elle n'a jamais été totale, celui-ci étant fragmenté en plusieurs listes électorales en raison de la ley de lemas, la liste 14, en particulier, réunissant un noyau conservateur autour des Batlle Pacheco, les fils de José Batlle y Ordoñez, rivaux principaux de Luis Batlle. Malgré certaines critiques internes, les partisans de Luis Batlle, réunis autour de la liste 15, réussissent à imposer la candidature du pharmacien Andrés Martínez Trueba pour l'élection présidentielle de 1950, qui est élu et promulgue la réforme constitutionnelle aboutissant au Conseil national du gouvernement.

### Conseil national du gouvernement
Trueba, le candidat de Batlle Berres, est élu président à la fin de l'année 1950 et prête serment le 1er mars 1951. Cette même année, les représentants de la Liste 14 et des secteurs majoritaires du Parti national parviennent à se mettre d'accord sur la mise en place d'un collège exécutif, le Conseil national du gouvernement, dans le but de limiter l'influence de Battle Berres. Cette réforme est adoptée à la fin de l'année 1951 par référendum et entre en vigueur en 1952, le mandat présidentiel de Trueba ne durant donc qu'un an.
Lors des élections de 1955, Luis Batlle Berres, à la tête de la liste 15, remporte les élections d'une manière claire et, s'il n'abolit pas le Conseil national de gouvernement uruguayen, il gagne en revanche le droit de le présider dès 1955.
En 1958, incapable de faire face à la crise économique entamée en 1955 en raison de la chute des prix à l'exportation, la liste 15 de Battle Berres est défaite aux élections et le Parti national arrive au pouvoir après 93 ans de règne du Parti colorado.

### Fin de la vie
Luis Batlle Berres occupe ensuite un mandat de sénateur et meurt en 1964, laissant un Parti Colorado sans leadership clair et profondément divisé, en trois tendances principales. Son fils, Jorge Batlle, lui succède à la tête de la liste 15.